# 肇俊哲
肇俊哲（1979年4月18日—），足球运动员，出生于辽宁省沈阳市，满族，爱新觉罗氏。前中国国家足球队队长，场上位置是前卫。球员生涯始终効力于辽宁宏运，是球队的灵魂人物。曾參加2002年世界杯和2004年亚洲杯。曾担任沧州雄狮主教练。

## 职业生涯
1984年底，辽宁体育运动学院的足球教练张引招收77、78年龄段的少年学员。1985年，肇俊哲首批成为其学员。1993年进入辽宁青年队，1998年进入辽宁队的一线队。1999年帮助升班马辽宁队在当年即获得甲A联赛亚军、超霸杯冠军。
2000年，肇俊哲进入国家队，作为一名技術全面的中場在右前衛和後腰的位置上展现出自己的實力。2001年，肇俊哲便成为了辽宁队队长。
2002年，他入选了时任国家队教练米卢的大名单，參加了韩日世界杯。值得一提的是，他在小组赛第二场对阵巴西的比赛中一记突施弧线球击中门柱，险些改写历史，为中国队世界杯射入首个进球。两年后，他参加了在中国举办的亚洲杯，帮助中国队在家门口赢得亚军。
2007年10月18日肇俊哲与郑智、李玮锋及肖战波共同担任国家队队长。但其后不久，他无缘国足美国集训。这是肇俊哲5年来第一次落选国家队。同时，也是因为年龄的原因，肇俊哲至此淡出国家队。
2009年肇俊哲曾随辽宁队降级中甲联赛，不过依靠团队的努力成功夺冠最终重返中超。
2011年9月，辽宁宏运在客场1-2不敌河南建业的中超联赛是肇俊哲个人第300场的顶级联赛。这300场联赛中，甲A联赛130场、中超联赛170场。肇俊哲也是中国第一名代表同一支球队在顶级联赛出场300次的球员。
2012年4月28日，中超联赛第8轮辽宁队在客场与广州富力的比赛是肇俊哲代表辽宁队的第314场顶级联赛，从而打破了邹侑根保持的313场出场纪录，成为中国顶级联赛出场最多的球员。且肇俊哲在比赛中还攻入一球。
2016年10月30日，辽宁宏运主场1-0力克强敌江苏苏宁，成功实现保级。此役过后，肇俊哲结束了自己在辽足效力19年的职业生涯，正式挂靴。
2017赛季，辽宁队战绩不佳，在26轮联赛结束后，历经马林、雷尼·罗贝罗两任主帅的辽宁沈阳开新队仅取得4胜5平17负积17分的成绩位列积分榜倒数第一位，球队被迫在赛季中途第二次换帅，肇俊哲临危受命，担任代理主教练。